# Auberville-la-Manuel
Auberville-la-Manuel é uma comuna francesa na região administrativa da Normandia, no departamento de Sena Marítimo. Estende-se por uma área de 3,02 km². Em 2010 a comuna tinha 134 habitantes (densidade: 44,4 hab./km²).